# Mary Gerold
Mary Alice Lilly Gerold (* 15. Novemberjul. / 27. November 1898greg. in Mordangen (lettisch: Mordanga) bei Talsen, Gouvernement Kurland, Russisches Kaiserreich; † 16. Oktober 1987 in Kreuth) war von 1924 bis 1933 die zweite Ehefrau Kurt Tucholskys und nach dessen Tod 1935 seine Nachlassverwalterin. Sie betreute das literarische Werk ihres Ex-Mannes bis zu ihrem eigenen Tod, gab etliche seiner Werke nach dem Krieg in eigenen Zusammenstellungen neu heraus (u. a. Panter, Tiger & Co, Das Kurt-Tucholsky-Chansonbuch, Schnipsel), veröffentlichte seine Briefe und gründete sowohl das Kurt-Tucholsky-Archiv als auch die Kurt-Tucholsky-Stiftung.

## Leben
Mary Gerold stammte aus einer bürgerlichen deutschbaltischen Rigaer Familie. Sie lernte Tucholsky während des Ersten Weltkriegs kennen, als sie als Hilfsdienstfreiwillige in der Artillerie-Fliegerschule Ost in Alt-Autz in Kurland eingesetzt war. Sie sah Tucholsky erst nach den Wirren der Nachkriegszeit im Januar 1920 in Berlin wieder. Die beiden hatten zuvor aber intensiven Briefkontakt, und Tucholsky löste seine langwährende Verlobung mit Kitty Frankfurter. Zum Zeitpunkt des Wiedertreffens lebte Tucholsky mit Else Weil zusammen, die er im Mai 1920 heiratete. Trotz der Heirat hielt er die Beziehung zu Mary Gerold aufrecht. Nach dem Scheitern der Ehe zwischen Tucholsky und Else Weil heirateten Tucholsky und Mary Gerold am 30. August 1924. Diese Ehe bestand bis zum 21. August 1933. Obwohl sie die Frau seines Lebens war, lebten sie nur phasenweise zusammen, standen jedoch bis zur Scheidung immer in Briefkontakt, auch während der Zeiten, als Tucholsky Beziehungen mit anderen Frauen einging. Im November 1935, kurz vor seinem Tod, schrieb er ihr einen bewegenden Brief und setzte sie kurz darauf als Alleinerbin ein. In dem Brief schrieb Tucholsky über sich selbst und seine zweite Frau: „Hat einen Goldklumpen in der Hand gehabt und sich nach Rechenpfennigen gebückt; hat nicht verstanden und hat Dummheiten gemacht, hat zwar nicht verraten, aber betrogen, und hat nicht verstanden.“
Mary Gerold baute unter dem Namen Mary Tucholsky nach 1945 in Rottach-Egern am Tegernsee in Bayern ein Kurt-Tucholsky-Archiv auf, das sie jahrzehntelang mit großer Hingabe betreute. 1969 übergab sie das Kurt-Tucholsky-Archiv an das Deutsche Literaturarchiv Marbach. Ihr Anliegen war in erster Linie, der Nachwelt das schriftstellerische Werk Tucholskys zu bewahren und zugänglich zu machen. So war sie Herausgeberin von verschiedenen Auswahl-Sammlungen, so Panter, Tiger & Co, das allein von 1954 bis 1960 eine Auflage von über 200000 Exemplaren erreichte, Zwischen Gestern und Morgen sowie Schnipsel. Zusammen mit Fritz J. Raddatz gab sie die Gesammelten Werke in 10 Bänden heraus, zusammen mit Gustav Huonker die Briefe aus dem Schweigen und die Q-Tagebücher, Sammlungen von Briefen und Briefbeilagen aus dem Zeitraum 1932–1935, in dem Tucholsky nicht mehr publizierte. Die an sie selbst gerichteten Briefe Tucholskys gab sie zunächst in gekürzter, später in vollständiger Form heraus. Ihre eigenen Briefe dagegen sind unveröffentlicht, mit Ausnahme einiger Zitate in einer Monografie von 1993 und teils umfangreichen Zitaten in den Kommentaren in der Tucholsky-Gesamtausgabe.
Nach ihrem Tod gingen die Rechte an Tucholskys Werk auf die Kurt-Tucholsky-Stiftung in Hamburg über, die Mary Gerold 1969 zusammen mit Fritz J. Raddatz gegründet hatte. Ein Versuch seitens der DDR, die Rechte für die Akademie der Künste in Berlin zu sichern, schlug fehl.
Ihr Grab befindet sich auf dem Friedhof bei der evangelischen Auferstehungskirche von Rottach-Egern, etwas links bzw. westlich vom südlichen Eingang. Der Grabspruch ist: „hat nur einmal geliebt in seinem Leben“, ein Auszug aus Tucholskys Abschiedsbrief an sie.